# Liste des œuvres d'art des Landes
 (septembre 2022).
Cet article vise à recenser les œuvres d'art dans l'espace public des Landes, en France.

## Liste
Les œuvres sont classées par ordre alphabétique de communes et, au sein de celles-ci, par ordre chronologique d'installation, dans la mesure des informations disponibles.

### Sculptures
| Œuvre                                                | Auteur                  | Commune               | Localisation                                            | Notes | Installation | Coordonnées                        | Illustration |
| ---------------------------------------------------- | ----------------------- | --------------------- | ------------------------------------------------------- | --- | ------------ | ---------------------------------- | --- |
| Buste de Félix Despagnet                             | Jules Jacques Labatut   | Aire-sur-l'Adour      | Sur la place Charles-de-Gaulle                          | Représente Félix Despagnet. | 1903         | à géolocaliser                     | Image manquante |
| Buste d'Henri Labeyrie                               | Charles Despiau         | Aire-sur-l'Adour      | Sur la place Charles-de-Gaulle                          | Représente Henri Labeyrie. | 1903         | à géolocaliser                     | Image manquante |
| L'Écarteur                                           | Christian Maas          | Dax                   | Dans le parc Théodore-Denis                             | | À déterminer | 43° 42′ 42″ nord, 1° 03′ 00″ ouest | Image manquante |
| Statue de Jean-Charles de Borda,                     | Georges Giraud          | Dax                   | Sur la place Thiers                                     | Représente Jean-Charles de Borda. L'originale en bronze de 1891 réalisée par Jean-Paul Aubé est fondue sous le régime de Vichy, dans le cadre de la mobilisation des métaux non ferreux. | 1947         | 43° 42′ 42″ nord, 1° 03′ 12″ ouest | Image manquante |
| Statue d'Ariane                                      | Noémie Debienne         | Dax                   | Dans le square Max-Mora                                 | Également appelée La Libellule ou le Désespoir. Représente Ariane. | 1907         | à géolocaliser                     | Image manquante |
| Floréal                                              | Henri Gauquié           | Dax                   | Dans le parc Théodore-Denis                             | Érigée à l'entrée du parc de la Plantation en 1909. | 1924         | à géolocaliser                     | Floréal« Floréal à Dax », sur À nos grands hommes                                                                                         |
| Légionnaire romain                                   | Jacques Lasserre        | Dax                   | Sur la place de la cathédrale Notre-Dame                | | À déterminer | 43° 42′ 32″ nord, 1° 03′ 11″ ouest | Légionnaire romain |
| Statue de Maurice Boyau,                             | François Cogné          | Dax                   | À l'entrée du stade Maurice-Boyau                       | Érigée dans le parc Théodore-Denis en 1924. Représente Maurice Boyau. | À déterminer | 43° 42′ 41″ nord, 1° 02′ 50″ ouest | Statue de Maurice Boyau |
| Taureau                                              | Christian Maas          | Dax                   | Dans le parc Théodore-Denis                             | | À déterminer | 43° 42′ 44″ nord, 1° 03′ 11″ ouest | Image manquante |
| Statue de Pascal Duprat,                             | Lucien Danglade         | Hagetmau              | Sur la place de la République                           | Représente Pascal Duprat. L'originale en bronze de 1892 réalisée par Jules Jacques Labatut est fondue sous le régime de Vichy, dans le cadre de la mobilisation des métaux non ferreux. | À déterminer | à géolocaliser                     | Image manquante |
| Buste de Nicolas Brémontier                          | Anselme Léon            | Labouheyre            | À déterminer                                            | Représente Nicolas Brémontier. | À déterminer | à géolocaliser                     | Buste de Nicolas Brémontier |
| Buste d'Aimé Darrasse                                | À déterminer            | Mont-de-Marsan        | Dans la cour du lycée Victor-Duruy                      | L'original en bronze réalisé par Paul Roussel est fondu sous le régime de Vichy, dans le cadre de la mobilisation des métaux non ferreux. | À déterminer | à géolocaliser                     | Image manquante |
| Buste de Victor Duruy,                               | Hubert Ponscarme        | Mont-de-Marsan        | Dans le parc Jean-Rameau                                | Représente Victor Duruy. Également appelé La Liseuse ou La Science. L'original de 1908 est fondu sous le régime de Vichy, dans le cadre de la mobilisation des métaux non ferreux. L'allégorie devant le piédestal réalisée par Charles Despiau progressivement détériorée par les intempéries est retirée en 1975 et abritée dans un local. Sa tête est brisée par la chute d'une poutre lors de l'incendie du local en 1980. Raymond Martin la restaure en réalisant une copie en ciment-pierre et elle est placée dans le musée Despiau-Wlérick en 1981. | 1908         | à géolocaliser                     | Image manquante |
| Statue d'Assia                                       | Charles Despiau         | Mont-de-Marsan        | Sur le pont Gisèle-Halimi                               | Représente Assia Granatouroff. | À déterminer | 43° 53′ 30″ nord, 0° 30′ 06″ ouest | Statue d'Assia |
| Calme hellénique                                     | Robert Wlérick          | Mont-de-Marsan        | Rue Gambetta                                            | | À déterminer | 43° 53′ 23″ nord, 0° 30′ 04″ ouest | Calme hellénique |
| La Jeunesse                                          | Robert Wlérick          | Mont-de-Marsan        | Sur le pont Gisèle-Halimi                               | | À déterminer | 43° 53′ 30″ nord, 0° 30′ 06″ ouest | La Jeunesse |
| Méditation                                           | Robert Wlérick          | Mont-de-Marsan        | Sur le pont Gisèle-Halimi                               | | À déterminer | 43° 53′ 30″ nord, 0° 30′ 06″ ouest | Méditation |
| Offrande                                             | Robert Wlérick          | Mont-de-Marsan        | Sur le pont Gisèle-Halimi                               | | À déterminer | 43° 53′ 30″ nord, 0° 30′ 06″ ouest | Offrande |
| Statues                                              | À déterminer            | Mont-de-Marsan        | Devant le musée Despiau-Wlérick                         | | À déterminer | à géolocaliser                     | Statues |
| Statues                                              | À déterminer            | Mont-de-Marsan        | Sur la terrasse des Musées, derrière le donjon Lacataye | | À déterminer | à géolocaliser                     | Statues |
| Démocrite méditant sur le siège de l'âme             | Léon-Alexandre Delhomme | Mont-de-Marsan        | Dans le parc Jean-Rameau                                | Représente Démocrite. | À déterminer | à géolocaliser                     | Image manquante |
| La Chute des feuilles                                | Julien Lorieux          | Mont-de-Marsan        | Dans le parc Jean-Rameau                                | | 1907         | à géolocaliser                     | Image manquante |
| Statue de Sainte Madeleine                           | À déterminer            | Mont-de-Marsan        | Au portail de l'église de la Madeleine                  | Représente Marie Madeleine. | À déterminer | à géolocaliser                     | Statue de Sainte Madeleine« Sainte-Madeleine à Mont-de-Marsan », sur À nos grands hommes                                                  |
| Médaillon de Joseph Bordes                           | Cel le Gaucher          | Mont-de-Marsan        | Sur un mur de l'église de la Madeleine                  | Représente Joseph Bordes. | 1945         | à géolocaliser                     | Médaillon de Joseph Bordes |
| La France                                            | Antoine Bourdelle       | Mont-de-Marsan        | Devant l'église de la Madeleine                         | | À déterminer | à géolocaliser                     | La France« La France à Mont-de-Marsan », sur À nos grands hommes                                                                          |
| Buste de Frédéric Bastiat,                           | Vital Gabriel Dubray    | Mugron                | Sur la place Bastiat, devant la mairie                  | Représente Frédéric Bastiat. Le buste original de 1878 et La renommée (allégorie féminine devant le piédestal) sont fondus sous le régime de Vichy, dans le cadre de la mobilisation des métaux non ferreux. La renommée n'a pas été remplacée. | 1951         | à géolocaliser                     | Buste de Frédéric Bastiat« Monument à Bastiat à Mugron », sur À nos grands hommes,« Monument à Frédéric Bastiat à Mugron », sur e-monumen |
| Statue de Saint Vincent de Paul                      | À déterminer            | Pontonx-sur-l'Adour   | Au chevet de l'église Sainte-Eugénie                    | Représente Vincent de Paul. | À déterminer | à géolocaliser                     | Image manquante |
| Statue du général Jean Maximilien Lamarque,          | Félix Soulès            | Saint-Sever           | Pomenade de Morlanne                                    | Représente Jean Maximilien Lamarque. L'originale de 1896 est fondue sous le régime de Vichy, dans le cadre de la mobilisation des métaux non ferreux. | 1955         | 43° 45′ 47″ nord, 0° 34′ 25″ ouest | Statue du général Jean Maximilien Lamarque                                                                                                |
| Statue de l'archange Gabriel                         | André Vermare           | Saint-Vincent-de-Paul | À déterminer                                            | Représente Gabriel. | À déterminer | à géolocaliser                     | Image manquante |
| Statue de François Mitterrand et sa chienne Baltique | Jacques Raoult          | Soustons              | Avenue de Labouyrie                                     | Représente François Mitterrand et Baltique. | 1996         | à géolocaliser                     | Image manquante |
| Mithuna                                              | Claude Viseux           | Tarnos                | Devant l'hôtel de ville                                 | | 2005         | à géolocaliser                     | Mithuna |

### Fontaines
| Œuvre                       | Auteur         | Commune        | Localisation                   | Notes | Installation | Coordonnées                        | Illustration                |
| --------------------------- | -------------- | -------------- | ------------------------------ | ----- | ------------ | ---------------------------------- | --------------------------- |
| Fontaine Les Jeux de la Mer | Édouard Cazaux | Mont-de-Marsan | Square des Anciens Combattants |       | 1935         | 43° 53′ 36″ nord, 0° 29′ 50″ ouest | Fontaine Les Jeux de la Mer |

### Œuvres disparues ou retirées
| Œuvre            | Auteur       | Commune         | Localisation                                                               | Notes                                                                                    | Installation | Coordonnées                        | Illustration |
| ---------------- | ------------ | --------------- | -------------------------------------------------------------------------- | ---------------------------------------------------------------------------------------- | ------------ | ---------------------------------- | --- |
| La Landaise,     | Félix Soulès | Mont-de-Marsan  | Sur la place Pascal-Duprat, renommée place du Général-Leclerc par la suite | Fondue sous le régime de Vichy, dans le cadre de la mobilisation des métaux non ferreux. | 1903         | 43° 53′ 28″ nord, 0° 30′ 01″ ouest | La Landaise« La Landaise à Mont-de-Marsan », sur À nos grands hommes,« La Landaise à Mont-de-Marsan », sur e-monumen |
| Femme au poisson | À déterminer | Soorts-Hossegor | Dans le jardin public                                                      | Retirée en 2006 et installée au musée du Louvre.                                         | 1926         | à géolocaliser                     | Image manquante |